# Birthe Sjöberg
Birthe Hanne Sjöberg, född Kristiansson 14 april 1946 i Helsingborg, är professor emerita i litteraturvetenskap vid Lunds universitet.

## Biografi
Sjöberg tog ingenjörsexamen i kemi vid Tekniska gymnasiet i Helsingborg 1966 och började sina universitetsstudier 1980 och blev ämneslärare 1983. Hon disputerade i litteraturvetenskap 1993 med avhandlingen Sivar Arnér – den livsbejakande nihilisten, som handlar om Arnérs förhållande till fransk existentialism.
Hon blev docent 2004 och utnämndes till professor 2010.
Hennes forskning har varit inriktad på Viktor Rydbergs författarskap, August Strindbergs ungdomsdramer, arbetarlitteratur, teater och dramatik. Från dess grundande 1992 har hon varit redaktör för skriftserien Absalon som utges av litteraturvetenskapliga institutionen vid Lunds universitet. Jämsides med forskning och undervisning har Sjöberg varit anställd som pedagogisk konsult vid Universitetspedagogiskt centrum, LU (Nuvarande AHU) åren 1997–2001.
Under åren 2008–2020 var hon ordförande i Viktor Rydberg-sällskapet. Sedan 2021 är hon ordförande i Humanistiska förbundet i Hälsingborg. Sjöberg har även arbetat som kulturkritiker i Helsingborgs dagblad och Jönköpingsposten.

### Familj
Sedan 1968 är hon gift med Tommie Sjöberg, docent i historia.

## Utmärkelser
- 1995 – Stipendium av Svenska Akademien ur Stina och Erik Lundbergs stiftelse.
- 1998 – Ledamot av Vetenskapssocieteten i Lund (LVSL)
- 2011–2014: Ledamot i styrelsen för Stiftelsen Clara Lachmanns fond för befrämjande av den skandinaviska samkänslan.